# Micky Ward
George Michael Ward, Jr., dit Micky Ward, est un boxeur américain d'origine irlandaise né le 4 octobre 1965 à Lowell, Massachusetts. Il s'est fait connaitre notamment grâce à sa trilogie de combats contre Arturo Gatti.

## Carrière
Ward gagne à trois reprises les gants d'or de Nouvelle-Angleterre en tant qu'amateur avant de devenir pro en 1985. Il est alors entrainé par l'ancien champion olympique John Peverada. Au début de sa carrière professionnelle, Ward enchaîne 14 victoires consécutives mais après une série de défaites au début des années 1990, il raccroche les gants pour une période de 3 ans. À son retour en 1994, il gagne 9 combats de suite, notamment contre le canadien Arturo Gatti.
Ward est alors reconnu pour son crochet du gauche dévastateur, son habileté à résister à la douleur et pour faire chuter ses adversaires en fin de rounds avec des coups au corps.
Ward remporte le titre de champion du monde WBU le 11 mars 2000, à l'Olympia de Londres (GB) face à Shea Neary au huitième round après avoir mis Neary au tapis à deux reprises. Par la suite, Ward ne défendra pas son titre, et s'ensuivra de 4 combats dont deux victoires, avant la fameuse « trilogie Gatti-Ward ». Ce dernier verra son combat contre Emanuel Augustus (Alors connu sous le nom de Emanuel Burton) voté par The Ring Magazine « Le combat de l'année 2001 ». Finalement, Ward raccrochera les gants en 2003.
À 45 ans, Ward vit toujours à Lowell, il est associé et dirige une salle de sport ainsi qu'une patinoire de hockey. Micky Ward est marié avec son amie de longue date Charlene Fleming-Ward, et y vit avec sa fille Kassie.

### La trilogie Gatti-Ward
Après une carrière longue de 15 ans, Ward atteint la notoriété lors de son combat contre Gatti le 18 mai 2002. Diffusé en direct sur la chaine HBO, Micky Ward s'impose par décision majoritaire du jury à l'issue de 10 rounds acharnés ; le 9e étant même considéré comme « round du siècle » par le commentateur et entraîneur Emanuel Steward tandis que Ring Magazine nomme ce combat « combat de l'année ».
Lors du 2e affrontement (qui a rapporté 1 million de dollars à chaque boxeur), Gatti l'emporte aux points et blesse Ward d'une sévère droite à l'oreille au troisième round qui le laisse au sol. Le 3e combat est organisé en juin 2003 et l'américain perd à nouveau aux points en dix rounds par décision unanime puis décide de prendre définitivement sa retraite.

## Distinctions
- Ward - Burton est élu combat de l'année en 2001 par Ring Magazine.
- Gatti - Ward I est élu combat de l'année en 2002 par Ring Magazine.
- Gatti - Ward III est élu combat de l'année en 2003.

## Dans la culture populaire
- La chanson The Warrior's Code du groupe Dropkick Murphys lui est dédiée. Micky Ward apparaît sur la couverture de l'album The Warrior's Code, sorti en 2005.

- Dans Fighter (The Fighter), film américain réalisé par David O. Russell et sorti en 2010, Mark Wahlberg joue le rôle de Micky Ward.